# Andrea Zanzotto
Andrea Zanzotto (né le 10 octobre 1921 à Pieve di Soligo, dans la province de Trévise, en Vénétie et mort à Conegliano le 18 octobre 2011) est un poète italien du XXe siècle. Il a écrit en italien et en dialecte vénitien.

## Biographie
Né à Pieve di Soligo (province de Trévise, en Vénétie) en 1921, Andrea Zanzotto a commencé à enseigner à l’âge de seize ans. Il est diplômé en littérature Italienne à l’université de Padoue en 1942, puis il a vécu quelque temps à l’étranger, en France et en Suisse. Revenu en Italie, il s’est établi par la suite dans son village natal. Poète, Andrea Zanzotto a écrit également des récits en prose et des essais critiques, portant notamment sur des écrivains contemporains, italiens (Ungaretti, Montale, Sereni) et étrangers (Éluard, Leiris, Michaux).
Souffrant de problèmes cardiaques et respiratoires, il est mort le 18 octobre 2011 à l’hôpital de Conegliano, non loin de Trévise, à l'âge de 90 ans.

## Œuvres
En italien
- Dietro il paesaggio (« Derrière le paysage »), Mondadori (Lo Specchio : « Le Miroir ») Milan 1951
- Elegia e altri versi (« Élégie et autres vers »), annoté par Giuliano Gramigna, Edizioni della meridiana (Quaderni di poesia, 4 : Cahiers de poésie, 4), Milan 1954
- Vocativo (« Vocatif »), Mondadori (Lo Specchio), Milan 1957
- IX Egloghe (« 9 Églogues »), Mondadori (Il Tornasole : « Le Tournesol »), Milan 1962
- Sull'Altopiano (« Sur le [haut-]plateau »), Pozza, Vicence, 1964; poi in Racconti e prose (« Récits et Proses »), introduzione di Cesare Segre, Mondadori (Oscar Oro), Milan 1990 - poi Sull'Altopiano e prose varie (Sur le plateau et Proses diverses), introduzione di Cesare Segre, Neri Pozza, Vicence 1995
- La Beltà (« La Beauté »), Mondadori, (Lo Specchio), Milan 1968
- Gli sguardi i fatti e Senhal (« Les Regards, les faits et le signe »), Tipografia Bernardi, Pieve di Soligo 1969 - poi con piccole varianti, in Gli sguardi i fatti e Senhal, con litografie di Tono Zancanaro, Il tridente 1969 - in Gli Sguardi I fatti e Senhal, con un intervento di Stefano Agosti e osservazioni dell'autore, Mondadori (Lo Specchio), Milan 1990
- A che valse ? (« Ça valait quoi ? ») (Versi 1938-1986 : « Vers, 1938-1986 »), strenna per gli amici (« Étrenne pour les amis »), Scheiwiller, Milan 1970
- Pasque (« Les Pâques »), Mondadori (Lo Specchio), Mondadori, Milan 1973
- Poesie (1938-1972), a cura di Stefano Agosti, Mondadori ("Gli Oscar Poesia"), Milan 1973
- Filò. Per il Casanova di Fellini, avec une lettre et cinq dessins de Federico Fellini, trascrizione in italiano di Tiziano Rizzo, éditions del Ruzante, Venise 1976 - poi con varianti parte di Filò e altre poesie, Lato Side (Lato Side 86), Roma 1981 (alle pp. 6 e 40 sono riprodotti il secondo e il quinto disegno di Federico Fellini dell'edizione Ruzante) - in Filò. Per il Casanova di Fellini, con una lettera e cinque disegni (in realtà quattro) di Federico Fellini, trascrizione in italiano di Tiziano Rizzo, Mondadori (Lo Specchio), Milan 1988
- Il galateo in bosco, prefazione di Gianfranco Contini, Mondadori (Lo Specchio), Milan 1978
- La storia dello zio Tonto, illustrazioni di Maria Concetta Mercanti, Lisciani & Giunti ("C'era non c'era"), Teramo 1980
- Filò e altre poesie, Lato Side (Lato Side 86), Roma 1981 con allegati il secondo e il quinto disegno di Federico Fellini dell'edizione Ruzante, la sezione Mistieròi e la Nota ortografica, con varianti in Mistieròi. Poemetto dialettale veneto, con 10 riproduzioni di acqueforti di Augusto Murer, Castaldi, Feltre 1979 - poi con varianti in: Andrea Zanzotto - Amedeo Giacomini, Mistieròi-Mistirùs. Poemetto in dialetto veneto tradotto in friulano, con una postfazione di David Maria Turoldo e tre riproduzioni di acqueforti di Giuseppe Zigani, Scheiwiller, Milan 1984 (allegata lettura dei due autori, su nastro magnetico)
- Fosfeni, Mondadori (Lo Specchio), Milan 1983
- Mistieròi-Mistirùs (traduzione in Friulano di Amedeo Giacomini), Milan 1985
- Idioma, Mondadori (Lo Specchio), Milan 1986
- Racconti e prosa, introduzione di Cesare Segre, Mondadori, Milan 1990
- Fantasia di avvicinamento, Mondadori, Milan 1991
- Poesie (1938-1986),  a cura di Stefano Agosti, Mondadori ("Oscar Poesia"), Milan 1993
- Aure e disincanti del Novecento Letterario, Mondadori, Milan 1994
- Sull'Altopiano e prose varie, introduzione di Cesare Segre, Neri Pozza, Vicence 1995
- Il Galateo in Bosco, prefazione di Gianfranco Contini, Mondadori ("I Classici dello Specchio"), Milan 1996 (nei risvolti di copertina passi antologici di Giovanni Giudici e Giovanni Raboni)
- Meteo, con venti disegni di Giosetta Fioroni, Donzelli ("Poesia/1"), Rome 1996
- Sovrimpressioni, (Collana Lo Specchio, I poeti del nostro tempo) Mondadori, Milan 2001
- La storia del Barba Zhucon e La storia dello zio Tonto, immagini di Marco Nereo Rotelli, (Collana bambini), Corraini, Mantoue 2004
- Colloqui con Nino, a cura di Andrea Zanzotto, Fotografie di Vicenzo Coltrinelli, (Collana "Il Ponte del sole"), Bernardi 2005
- Dal paesaggio, Udine, Edizioni del tavolo rosso, 2006.
- Eterna riabilitazione da un trauma di cui s'ignora la natura, Rome, Nottetempo, 2007.  (ISBN 978-88-7452-111-1).
- Sull'altopiano. Racconti e prose (1942-1954). Con un'appendice di inediti giovanili, San Cesario di Lecce, Manni, 2007.  (ISBN 978-88-8176-949-0)[3].
- Viaggio musicale, con DVD, Venise, Marsilio, 2008.  (ISBN 978-88-317-9600-2).
- Conglomerati, Milan, Mondadori, 2009.  (ISBN 978-88-04-59180-1).
- In questo progresso scorsoio, Milan, Garzanti, 2009.  (ISBN 978-88-11-68111-3).
- Qualcosa di necessariamente futile. Parole su vecchiaia e altro tra un poeta e uno psicoanalista, avec Arcangelo Dell'Anna, Reggio Emilia, Anemos, 2009.
- Il cinema brucia e illumina. Intorno a Fellini e altri rari, Venise, Marsilio, 2011.  (ISBN 978-88-317-1101-2).
- Tutte le poesie, Milano, Oscar Mondadori, 2011.  (ISBN 978-88-04-61197-4).
- Ascoltando dal prato. Divagazioni e ricordi, Novara, Interlinea, 2011.  (ISBN 978-88-8212-801-2).
- Haiku for a season - Haiku per una stagione, a cura di Anna Secco e Patrick Barron, Chicago et Londres, University of Chicago Press, 2012.

Traductions
En français
- Le Galaté au Bois, traduit de l'italien par Philippe Di Meo, Arcane 17 ("L'Hippogrife"), Nantes, 1986
- Vocativo, extrait, traduit de l'italien par Philippe Di Meo, revue franco-italienne Vocativo, Arcane 17, Nantes, 1986
- Du Paysage à l'idiome. Anthologie poétique 1951-1986, traduction de l'italien et présentation par Philippe Di Meo, Maurice Nadeau - Unesco (« collection Unesco d'œuvres représentatives. Série européenne »), 1994 (édition bilingue)
- La Veillée pour le Casanova de Fellini, avec une lettre et quatre dessins de Federico Fellini, texte français et postface de Philippe Di Meo, Comp'Act (collection « Le bois des mots »), Chambéry 1994
- Vers, dans le paysage, traduit de l'italien par Philippe Di Meo, Creil, Dumerchez, 1994
- Au-delà de la brûlante chaleur, récits et proses traduits de l'italien et postfacés par Philippe Di Meo, Paris, M. Nadeau, 1997
- Les Pâques, traduit de l'italien par Adriana Pilia et Jacques Demarcq, préfacé par Christian Prigent, Caen, Nous, 1999
- La Beauté, trad. de l'italien par Philippe Di Meo, préface d'Eugenio Montale, Paris, M. Nadeau, 2000 (éd. bilingue)
- Météo, trad. de l'italien et du vénitien par Philippe Di Meo, postface de Stefano Dal Bianco, Paris, M. Nadeau, 2002 (éd. bilingue)
- Essais critiques, traduits de l'italien et présentés par Philippe Di Meo, Paris, José Corti, 2006
- Idiome, traduit de l'italien et du dialecte haut-trévisan (Vénétie) et présenté par Philippe Di Meo, Paris, José Corti, 2006
- Phosphènes, traduit de l’italien et du dialecte haut-trévisan (Vénétie) et présenté par Philippe Di Meo, Paris, José Corti, 2010
- Ellébore : ou quoi donc ?, traduit de l'italien par CIRCE  (I) et (II), Sorbonne Nouvelle - Paris 3.
- Haïkus pour une saison, traduction de l'italien par Philippe Di Meo, édition La barque, 128 pages.
- Vers, dans le paysage, traduction de l'italien par Philippe Di Meo, édition La barque, 32 pages.

En anglais
- (en) Selected Poetry of Andrea Zanzotto, edited and translated by Ruth Feldman-Brian Swann, Princeton University Press, Princeton (New Jersey) 1975
- (en) Poems by Andrea Zanzotto, Translated from the Italian by Antony Barnett, A-B, Lewes (Canada) 1993
- (en) Peasant's Wake for Fellini's "Casanova" and Other Poems, Edited et traduit par John p. Welle et Ruth Feldman, dessins de Federico Fellini et Augusto Murer, University of Illinois Press, Urbana et Chicago 1997

En allemand
- (de) Lichtbrechung, mit einem Kommentar von Stefano Agosti, Übersetzung Donatella Capaldi, Ludwing Paulmichi, Peter Waterhouse, Verlag Droschl, Vienne-Graz 1987
- (de) Lorna, Kleinod der Hügel. "Lorna, gemma delle colline", Übergesetzt und herausgegeben von Helga Böhmer und GioBatta Bucciol, mit Zeichnungen von Hans Joachim Madaus, Narr ("Italienische Bibliothek, 4"), Tübingen 1990

En d'autres langues
- (es) Del Paisaje al Idioma. Antología poética, con un "Autorretrato" del autor, seleccion y prólogo de Ernesto Hernández Busto, Universítad Iberoamericana - Artes de Mexico ("Colectión Poesía y Poética"), Colonia Lomas de Santa Fe - Colonia Roma 1996
- (ekk) Hääl ja tema vari. La voce e la sua ombra, itaalia keelest tõlkinud Maarja Kangro. Eesti Keele Sihtasutus, Tallinn 2005.